# Dodecaedro troncato aumentato
In geometria solida, il dodecaedro troncato aumentato è un poliedro con 42 facce che può essere costruito, come intuibile dal suo nome, aumentando un dodecaedro troncato facendo combaciare una delle sue facce decagonali con la base di una cupola pentagonale.

## Caratteristiche
Il dodecaedro troncato aumentato è uno dei 92 solidi di Johnson, in particolare quello indicato come J68, ossia un poliedro strettamente convesso avente come facce dei poligoni regolari ma comunque non appartenente alla famiglia dei poliedri uniformi, ed è il quarto di una serie di diciannove solidi archimedei modificati tutti facenti parte dei solidi di Johnson.
Per quanto riguarda i 65 vertici di questo poliedro, su 50 di essi incidono due facce decagonali e una triangolare, su altri 10 incidono una faccia decagonale, una quadrata e due triangolari, e sugli altri 5 incidono una faccia pentagonale, due quadrate e una triangolare.

## Formule
Considerando un dodecaedro troncato aumentato avente come facce dei poligoni regolari aventi lato di lunghezza {\displaystyle a}, le formule per il calcolo del volume {\displaystyle V} e della superficie {\displaystyle A} risultano essere:
{\displaystyle V={\frac {a^{3}}{12}}\left(505+243{\sqrt {5}}\right)\approx 87,3637099\ldots a^{3};}
{\displaystyle A={\frac {a^{2}}{4}}\left(20+25{\sqrt {3}}+\left(110+{\sqrt {5}}\right){\sqrt {5+2{\sqrt {5}}}}\right)\approx 102,1820922\ldots a^{2}.}